# Franko Escarpment
Das Franko Escarpment ist eine größtenteils verschneite Geländestufe im westantarktischen Queen Elizabeth Land. In der Forrestal Range der Pensacola Mountains erstreckt sie sich in nord-südlicher Ausrichtung über eine Länge von 6 km und bildet den nordöstlichen Rand des Lexington Table.
Das Advisory Committee on Antarctic Names benannte sie 1979 nach Stephen J. Franko von der National Science Foundation, der ab 1967 für die Verträge zur Unterstützung des United States Antarctic Research Program zuständig war.